# Menemerus bracteatus
Menemerus bracteatus är en spindelart som först beskrevs av Koch L. 1879.  Menemerus bracteatus ingår i släktet Menemerus och familjen hoppspindlar. Inga underarter finns listade i Catalogue of Life.